# Kommt her, des Königs Aufgebot

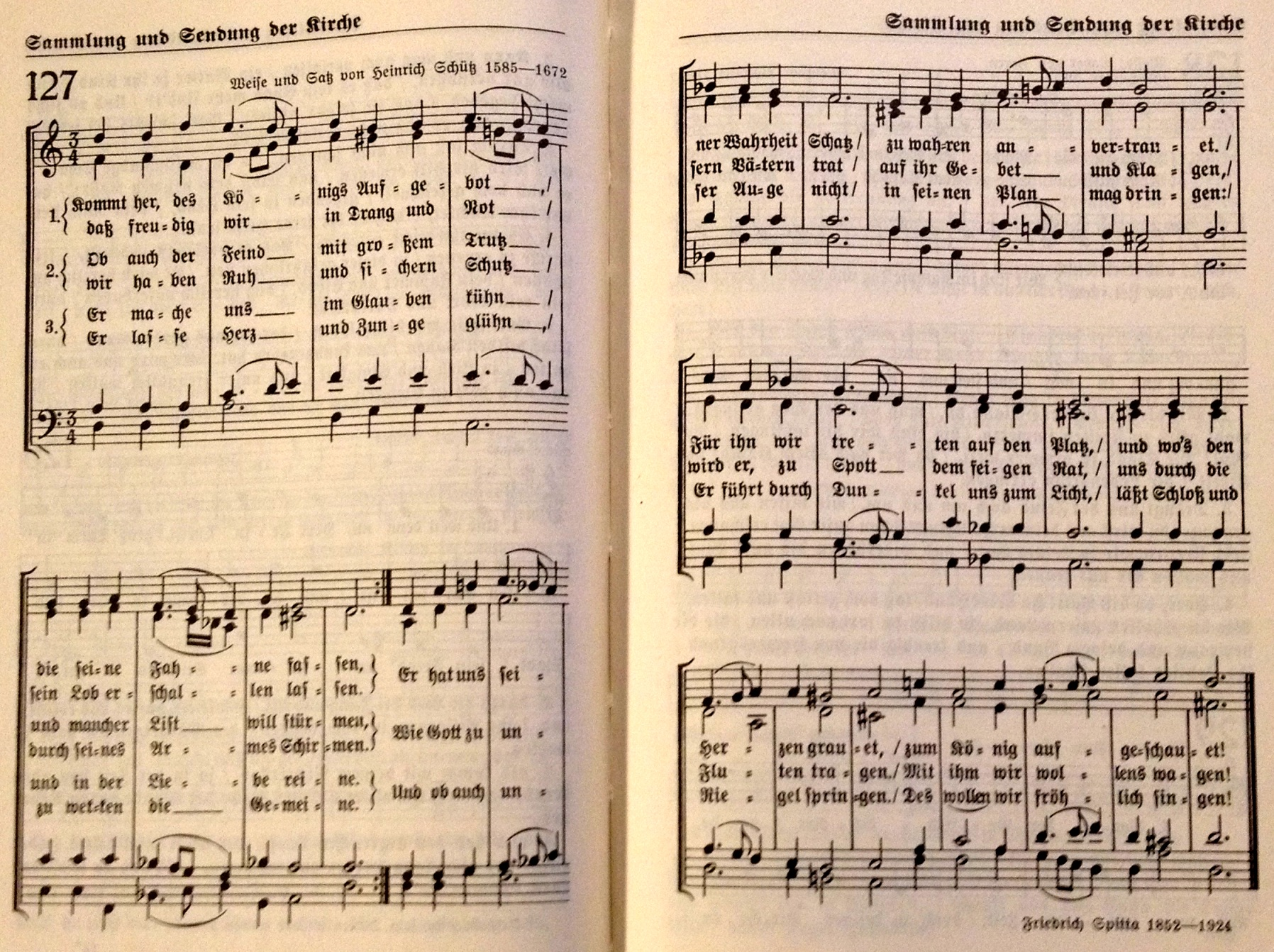
Kommt her, des Königs Aufgebot, Satz von Heinrich Schütz

Kommt her, des Königs Aufgebot ist ein Kirchenlied aus dem Evangelischen Gesangbuch (EG).

## Geschichte
Die Melodie stammt von Heinrich Schütz (1661). Sie wurde im Jahr 1898 von Friedrich Spitta mit dem unter der EG Nr. 259 abgedruckten Text versehen. Der Dichter, 1852 geboren, arbeitete als Professor für Theologie in Straßburg am Evangelischen Gesangbuch für Elsaß-Lothringen, das 1899 erschien, mit; neben diesem Lied brachte er noch die Lieder des EG Nr. 222 und 242 ein. In diesem Gesangbuch war das Lied im Kapitel „Reformationsfest und Feiern des Evangelischen Bundes“ abgedruckt.:S. 454
In die kurz vor Ausbruch des Ersten Weltkriegs erstellte gesamtdeutsche Liedersammlung Deutsches Evangelisches Gesangbuch wurde Kommt her, des Königs Aufgebot in der Rubrik Die Kirche aufgenommen (Nr. 401). Auch im Evangelischen Kirchengesangbuch von 1950 ist es diesem Thema zugeordnet. Im Evangelischen Gesangbuch (1993) wurde es in die Rubrik Gottesdienst – Sammlung und Sendung eingeordnet.

## Text
1. Kommt her, des Königs Aufgebot,

die seine Fahne fassen,

dass freudig wir in Drang und Not

sein Lob erschallen lassen.

Er hat uns seiner Wahrheit Schatz

zu wahren anvertrauet.

Für ihn wir treten auf den Platz,

und wo’s den Herzen grauet,

zum König aufgeschauet.
2. Ob auch der Feind mit großem Trutz

und mancher List will stürmen,

wir haben Ruh und sichern Schutz

durch seines Armes Schirmen.

Wie Gott zu unsern Vätern trat

auf ihr Gebet und Klagen,

wird er, zu Spott dem feigen Rat,

uns durch die Fluten tragen.

Mit ihm wir wollen’s wagen.
3. Er mache uns im Glauben kühn

und in der Liebe reine.

Er lasse Herz und Zunge glühn,

zu wecken die Gemeine.

Und ob auch unser Auge nicht

in seinen Plan mag dringen:

Er führt durch Dunkel uns zum Licht,

lässt Schloss und Riegel springen.

Des wolln wir fröhlich singen!

## Inhalt
Kommt her, des Königs Aufgebot übernimmt aus Psalm 97, der Melodievorlage, die Gottesbezeichnung „König“ und die siegesgewisse Grundstimmung. Der Text ist als Appell an die christliche Gemeinde/Kirche formuliert und ruft zur Kampfbereitschaft für die „Wahrheit“ auf, womit das reformatorische Bekenntnis gemeint ist. Spitta orientierte sich bei der Verfassung des Textes wohl an Luthers Ein feste Burg ist unser Gott (EG 362), dem er ein „feuriges“ und „energisches“ „neureformatorisches Kampflied“ zur Seite stellen wollte.:S. 454 Sprachliche Archaismen wie „wir treten auf den Platz“, „mit großem Trutz“, „zu Spott dem feigen Rat“ oder „des wolln wir fröhlich singen“ sind beabsichtigte Anklänge an Luthers Sprache.

## Melodie
Die Melodie mit vierstimmigem Chorsatz veröffentlichte Heinrich Schütz 1661 in Dresden in seiner Gesamtvertonung des Becker-Psalters, die er im Auftrag des sächsischen Kurfürsten Johann Georg II. fertiggestellt hatte. Die Komposition gehört hier zu Beckers Nachdichtung von Psalm 97: „Der Herr ist König überall“.

## Verbreitung
Das Lied war, ebenso wie Luthers „Ein feste Burg“, Teil des Kanons der Soldatengesangbücher des Ersten Weltkriegs und wurde insofern vielfältig von Soldaten gesungen.
Es war aber auch im Jugendliederbuch von 1932 („Ein neues Lied“) abgedruckt und wurde von den Bekennenden Christen im Kirchenkampf gegen den Nationalsozialismus vielfach gesungen.:S. 455
Die wirkungsgeschichtliche wie auch textlich angelegte Ambivalenz führt zu evangelikaler Nutzung, aber auch bspw. zu Weglassungen: So steht das Lied zwar in den sogenannten Gemeinschaftsliederbüchern (von 1989, Nr. 586) sowie in „Jesus meine Freude“ (von 2011, Nr. 569) und im Gesangbuch der Herrnhuter Brüdergemeine (von 1967, Nr. 391), im evangelischen Schweizer Gesangbuch von 1998 ist allerdings nur Strophe drei mit dem Titel „Gott mache uns im Glauben kühn“ zu finden (RG Nr. 817).